# Sersalisia sericea
Sersalisia sericea är en tvåhjärtbladig växtart som först beskrevs av William Aiton, och fick sitt nu gällande namn av Robert Brown. Sersalisia sericea ingår i släktet Sersalisia och familjen Sapotaceae. Inga underarter finns listade i Catalogue of Life.